# Медосакк
Медосакк (лат. Medosaccus) — сарматський (гіпотетично сайїв) династ II століття до н. е., відомий лише з повідомлення Полієна (Стратегеми, VIII, 56). Політика щодо Херсонесу, протекціонізм над Тавроскіфією дають підстави для припущення, що Медосакк та його дружина Амага були можливими наступниками Гатала.

## Медосакк у Полієна (Стратегеми, VIII, 56)
Амага, дружина Медосакка, царя сарматів, що мешкають узбережжям Понту, розуміючи, що чоловік занурився в розкіш та пияцтво, сама часто судила суди, сама ж ставила й охорону країни, відбивала навали ворогів та билася разом з мешканцями, що потерпали. Й слава її була сяючою серед усіх скіфів, тому херсонесіти, що мешкають у Тавриці, потерпаючи від царя довколишніх скіфів, звернулися до неї з проханням стати її союзниками. Вона ж спочатку написала скіфам, наказавши утриматися від нападу на Херсонес, коли Скіф це зневажив, взяла сто двадцять вершників найміцніших духом й тілом, давши кожному по три коні, за одну ніч й один день здолала тисячу двісті стадій й, раптово з'явившись біля царського палацу, знищила усіх вартових, а коли спантеличені неочікуваним жахом скіфи вирішили, що з'явилось не стільки, скільки вони бачать, а значно більше, Амага з тими, хто був поруч, увірвалася до палацу та напала на Скіфа, вбила його родичів та друзів, повернула землю херсонесітам, сину ж вбитого доручила царство, наказавши панувати справедливо та утримуватися від нападу на сусідніх елінів та варварів, пам'ятаючи про смерть свого батька.